# Space Groove
Space Groove je studiové album britské skupiny ProjeKct Two, jednoho z vedlejších projektů skupiny King Crimson; vydáno bylo v dubnu 1998. Obsahuje dva disky, které byly nahrány během tří listopadových dnů 1997 při studiových improvizačních session. Skladby na druhém disku jsou rozčleněny do dvou částí s názvy „The Planet Zarg Quartet“ (1–7) a „Lost in Space“ (8–14).

## Seznam skladeb
Všechny skladby napsal(i) Robert Fripp, Trey Gunn a Adrian Belew. 
| Disk 1 (Volume One: Space Groove) | Disk 1 (Volume One: Space Groove) | Disk 1 (Volume One: Space Groove) |
| Pořadí                            | Název                             | Délka                             |
| --------------------------------- | --------------------------------- | --------------------------------- |
| 1.                                | Space Groove II                   | 19:03                             |
| 2.                                | Space Groove III                  | 2:39                              |
| 3.                                | Space Groove I                    | 19:45                             |

| Disk 2 (Volume Two: Vector Patrol) | Disk 2 (Volume Two: Vector Patrol)                                                                           | Disk 2 (Volume Two: Vector Patrol) |
| Pořadí                             | Název | Délka                              |
| ---------------------------------- | --- | ---------------------------------- |
| 1.                                 | Happy Hour on Planet Zarg                                                                                    | 4:56                               |
| 2.                                 | Is There Life on Zarg?                                                                                       | 2:25                               |
| 3.                                 | Low Life in Sector Q-3                                                                                       | 1:32                               |
| 4.                                 | Sector Shift                                                                                                 | 0:45                               |
| 5.                                 | Laura in Space                                                                                               | 3:17                               |
| 6.                                 | Sector Drift                                                                                                 | 0:54                               |
| 7.                                 | Sector Patrol                                                                                                | 3:41                               |
| 8.                                 | In Space There Is No North, In Space There Is No South, In Space There Is No East, In Space There Is No West | 2:52                               |
| 9.                                 | Vector Patrol                                                                                                | 3:41                               |
| 10.                                | Deserts of Arcadia (North)                                                                                   | 8:57                               |
| 11.                                | Deserts of Arcadia (South)                                                                                   | 4:10                               |
| 12.                                | Snake Drummers of Sector Q-3                                                                                 | 0:26                               |
| 13.                                | Escape from Sagittarius A                                                                                    | 10:53                              |
| 14.                                | Return to Station B                                                                                          | 3:03                               |
| Celková délka:                     | Celková délka:                                                                                               | 90:25                              |

## Obsazení
- Robert Fripp – kytara
- Trey Gunn – Warr guitar, kytarový syntezátor
- Adrian Belew – elektronické bicí